# 俞锡玑
俞锡玑（1914年—2006年），女，出生于北京，祖籍浙江德清。中国儿童教育家，西南师范学院教授。成都中华基督教女青年会前任董事。

## 生平
1914年2月1日生于北京，是著名化学家俞同奎先生的次女。在北京长大。1933年日寇古北口事变后，随家人暂避南京。1933年进入沪江大学社会学系学习，曾在上海杨家浜和北平附近从事社会调查，1937年夏毕业。七七事变爆发后，在北平协和医学院找到一份实习工作，跟随蒲爱德学习医护。1939年以中华全国基督教协进会干部的身份，赴兴隆场参加乡建实验，与伊莎白共事。
1941年至1944年华西齐鲁联合医院-四圣祠医院社会服务部工作。1944年至1946年在树基儿童学园福幼园工作。1946年至1948年在加拿大多伦多大学儿童研究中心获取了学前教育专业证书，同时在研究生院心理学系获心理学硕士学位。1948年6月在美国哥伦比亚大学进修儿童福利课程。1949年冬回国，在树基儿童学园与华西大学教育系联合专科师范任教。1954年高等院校院系调整后，在西南师范学院教育系担任专职教师。1986年退休后一直居住在北京。1979年11月在南京参与成立“全国幼儿教育研究会”。
2006年8月11日因心脏病抢救无效去世。

## 著作
- 伊莎白·柯鲁克; 俞锡玑. . 西方的中国形象. 由邵达翻译. 中华书局. 2013年1月 （中文（简体））.